# Абеона
Абеона (лат. Abeona), божанство нижег реда, римска богиња која је учила децу ходању и заштитница путника.

## Митологија
Претпоставља се да је вероватно древно италско божанство, а представља индигиментум (изводницу сегмента) Јуноне, римске богиње мајки, жена и њихове деце. Индигиментска божанства често суде уобичајеним животним приликама и дешавањима. Име Абеона вероватно потиче од латинског глагола abeo (изаћи, отићи), што би се могло оправдати тиме да је била заштитница и подражавач дечијих првих корака, али и деце која се устреме у спознавању непознатог, за њих неистраженог света.
У сваком случају, Абеона надгледа дечије прве кораке, колико заиста, толико и метафорично. А када се деца одвоје од родитеља, она је ту да утажи родитељски немир и бригу.
Често се помиње са Адионом, која се старала да се деца са пута врате безбедно своме дому.